# Lista över Mikronesiska federationens presidenter
Mikronesiska federationens president (formell engelskspråkig titel: President of the Federated States of Micronesia) är landets statschef.
Nedan följer en lista över Mikronesiska federationens presidenter sedan 1979 då visst självstyre från USA erhölls. 1986 blev landet en suverän stat.
| Nr | Namn               | Ämbetsperiod    |
| -- | ------------------ | --------------- |
| 1. | Tosiwo Nakayama    | 1979 - 1987     |
| 2. | John Haglelgam     | 1987 - 1991     |
| 3. | Bailey Olter       | 1991 - 1997     |
| 4. | Jacob Nena         | 1997 - 1999     |
| 5. | Leo A. Falcam      | 1999 - 2003     |
| 6. | Joseph J. Urusemal | 2003 - 2007     |
| 7. | Manny Mori         | 2007 - 2015     |
| 8. | Peter M. Christian | 2015 - 2019     |
| 9. | David W. Panuelo   | 2019 - sittande |